# Simson MSA 50 Spatz
Der MSA 50 Spatz ist ein Kleinkraftrad von Simson mit einem Automatikmotor von HERCHEE (Taiwan). Der Modellname Spatz ist an den früheren Simson Spatz angelehnt, der ebenfalls einsitzig war.

## Konzept
Der Radstand war 13 cm kürzer als bei den herkömmlichen S53-Modellen, und es wurden 12"- anstatt von 16"-Rädern verwendet. Die recht kompakten Abmessungen und Klappfußrasten erleichterten die Mitnahme in Wohnmobilen oder das Verstauen in der Garage. Eine Version mit einklappbarem Lenker wurde nicht mehr realisiert. Ungewöhnlich ist die Kombination einer Triebsatzschwinge mit stufenlosem automatischen Keilriemengetriebe, das vom taiwanesischen Großserienhersteller Her Chee / Adly zugekauft wurde, mit dem Aussehen eines Mokicks. Das Zentralfederbein, die langhubige Teleskopgabel und ein breiter Sitz ermöglichten einen großen Fahrkomfort.
Das Fahrzeug wurde mit dem Thüringer Designpreis 1999 ausgezeichnet. Der Kaufpreis des Spatz war mit 1800 € (2002) vergleichsweise niedrig angesetzt. Laut damaliger Prospekte wurde er auch als Spatz 25 genanntes Mofa angeboten. Ob es diese Version tatsächlich ab Werk gegeben hat, ist jedoch nicht gesichert. Ebenso wenig bekannt ist, ob 1999 eine geringfügig abweichende Ausführung des Spatz' mit noch geringerem Gewicht gebaut wurde.
Im Zuge der Insolvenz von Simson endete auch die Produktion des Spatz nach nur wenigen Jahren. Vermutlich sind nur etwa 1200 Stück dieser Fahrzeuge hergestellt worden, zuletzt mit gedrosseltem Motor und 45 km/h Höchstgeschwindigkeit.

## Technische Daten
|                       | Spatz 50                                               |                    |
| --------------------- | ------------------------------------------------------ | ------------------ |
| Motor                 | Einzylinder-Zweitakt-Ottomotor                         |                    |
| Typ                   | HER CHEE, Taiwan/AT 50 JT                              |                    |
| Hub × Bohrung         | 39,2 mm × 40 mm                                        |                    |
| Hubraum               | 49 cm³                                                 |                    |
| Schmierung            | Getrenntschmierung                                     | Getrenntschmierung |
| Leistung              | 2,3 kW (3,1 PS)* / 7000/min                            |                    |
| Kühlung               | Gebläse                                                |                    |
| Getriebe              | stufenlose Automatik                                   |                    |
| Inbetriebnahme        | Elektrostarter, zusätzlich Kickstarter                 |                    |
| Bordspannung          | 12 V                                                   |                    |
| Rahmen                | Doppelrohr                                             |                    |
| Radführung vorn       | Teleskopgabel, 130 mm Federweg                         |                    |
| Radführung hinten     | Triebsatzschwinge mit Zentralfederbein, 80 mm Federweg |                    |
| Bereifung             | 120/70 - 12                                            |                    |
| Bremsen vorn          | Trommelbremse                                          |                    |
| Gewicht               | 81                                                     |                    |
| Höchstgeschwindigkeit | 50 km/h**                                              |                    |
| Bauzeit               | 1999–2002                                              | 1999–2002          |
| Stückzahl             | etwa 1200                                              |                    |

* Es sind möglicherweise auch Spatzen mit 3,7 kW-Motor gebaut worden.
** ab 2002: 45 km/h